# 金剛薩埵
金剛薩埵（Vajrasatva；藏語：རྡོ་རྗེ་སེམས་དཔའ།，THL：Dorje Sempa，短稱藏語：རྡོར་སེམས།，THL：Dorsem），漢傳佛教稱之金剛藏王菩薩，為佛教大乘與金剛乘的菩薩；薩埵即有情，同菩提薩埵（菩薩）之例。出現在漢傳佛教、唐密、東密真言宗與藏密等教法。
在唐密和真言宗，金剛薩埵又稱延命普賢、又稱大安樂不空真實普賢，是普賢菩薩同體異名，為密教化身；在藏傳佛教，金剛薩埵是普賢王如來的化身佛，化現種種本尊以教化眾生。
大藏經中，金剛薩埵出現在《大日經》與《金剛頂經》經文。在金剛界曼荼羅中，金剛薩埵位在東方阿閦佛旁。

## 名稱
金剛薩埵是個複合名詞，由金剛與薩埵組成。在印度神話中，金剛為因陀羅的武器，即閃電，其碎片形成鑽石，有無堅不摧之意。薩埵意為有情眾生，是菩薩的字根。

## 東密真言宗
根據日本真言宗傳承，金剛薩埵為付法八祖中僅次於初祖大日如來的二祖。根據空海大師轉述其祖師不空三藏教言：龍樹菩薩於南印度南天鐵塔面見金剛薩埵。金剛薩埵為龍樹灌頂，並傳授龍樹源自大日如來的密教教法，爾後龍樹菩薩再將密法傳予之後的傳法阿闍梨。此段經歷亦出現在《大日經》。空海對於金剛薩埵的本源未有更進一步的描述。

## 藏傳佛教
藏傳佛教密法中，金剛薩埵承繼了為金剛持尊者的五方佛，為第六金剛持尊者。金剛薩埵乃是心靈純淨的表徵，為淨化業障的本尊。在藏傳佛教的四大傳承（寧瑪、噶舉、格魯、薩迦）皆修習金剛薩埵法門，為修習本尊法之前的四加行之一。此法門可淨除業障，修補毀壞的三昧耶戒等戒律與誓言；此外也能彌補修法中的缺失，以空性以臻圓滿功德。

## 图集

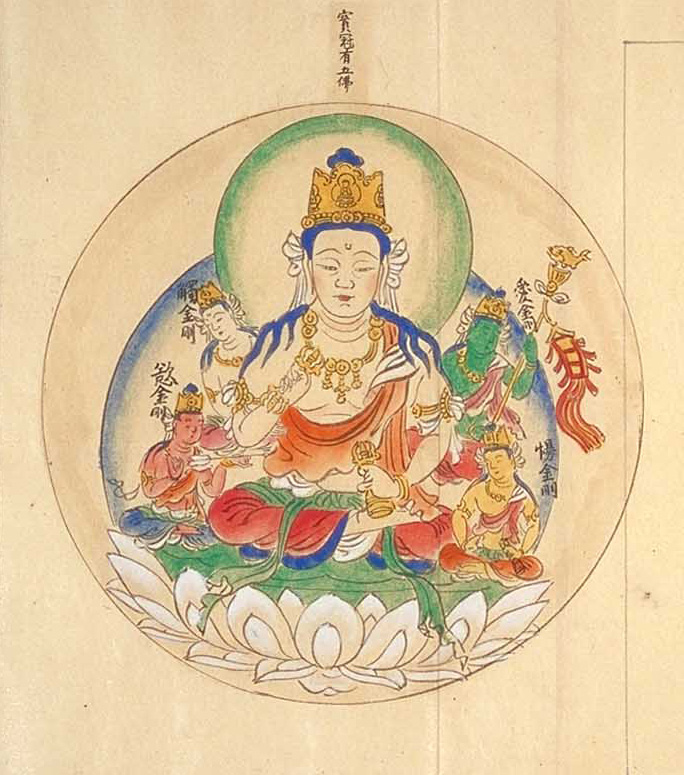
坐於蓮花座上的金剛薩埵，14世紀日本彩繪。
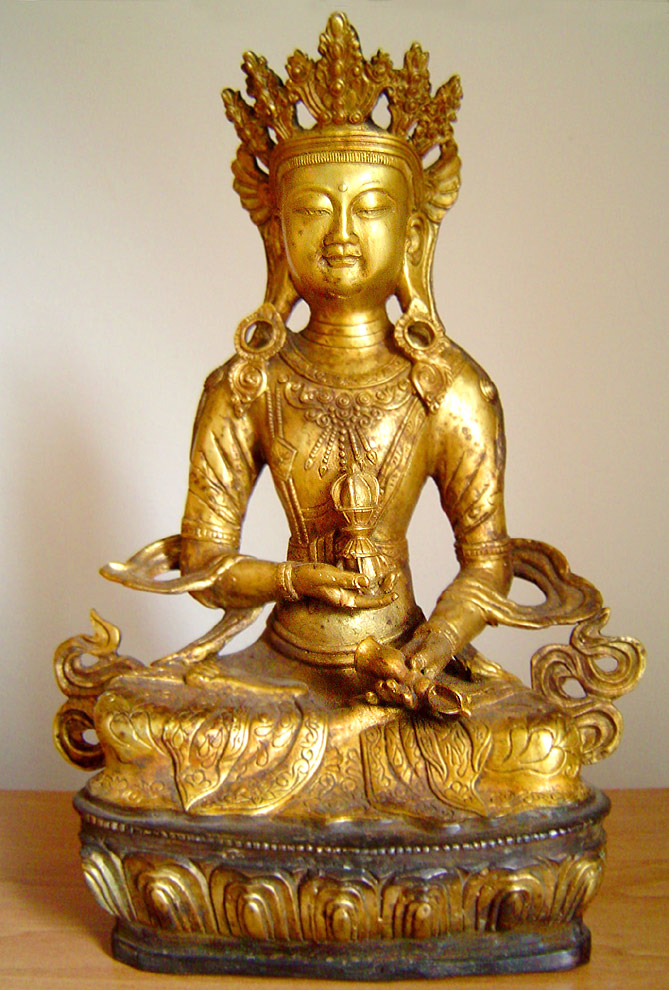
清朝藏式金剛薩埵像，左手持鈴，右手持杵。

## 外部連結
- YouTube上的鄔金喇嘛、圓圓 - 金剛薩埵百字明咒
- YouTube上的百字明咒
- YouTube上的金剛薩埵心咒
- YouTube上瑜伽焰口法会中念誦百字明咒 （页面存档备份，存于）